# Amphipoea rufa-albomaculata
Amphipoea rufa-albomaculata är en fjärilsart som beskrevs av Dadd. Amphipoea rufa-albomaculata ingår i släktet Amphipoea och familjen nattflyn. Inga underarter finns listade i Catalogue of Life.